# Bart McGhee
Bartholomew "Bart" McGhee (Edimburgo, Escócia, 30 de abril de 1899 - 26 de janeiro de 1979) foi um futebolista norte-americano de origem escocesa. Ele competiu na Copa do Mundo de 1930, sediada no Uruguai, na qual os Estados Unidos terminou na terceira colocação dentre os treze participantes.